# Пёстрое (озеро, Мамлютский район)
Пёстрое (каз. Пёстрое) — солёное озеро в Мамлютском районе Северо-Казахстанской области Казахстана. Находится в 5 км к северо-западу от села Становое.
По данным топографической съёмки 1940-х годов, площадь поверхности озера составляет 1,86 км². Наибольшая длина озера — 3 км, наибольшая ширина — 1,1 км. Длина береговой линии составляет 8,2 км, развитие береговой линии — 1,68. Озеро расположено на высоте 132,5 м над уровнем моря.